# Aeropuerto de Bembereke
El Aeropuerto de Bembereke también escrito como "Aeropuerto de Bembèrèkè" (ICAO: DBBR) es el nombre que recibe un aeropuerto de uso público situado a 4 km al nornoreste de la localidad de Bembèrèkè, en el departamento de Borgou (département de Borgou), al norte del país de África occidental de Benín. 
Es uno de los 9 aeropuertos principales de esa nación siendo los otros los de Boundétingou, Cadjehoun, Cana, Djougou, Kandi, Parakou, Porga y el de Savé.